# Násled
Násled je druh mimořádného vlaku, který se řídí jízdním řádem určeného kmenového vlaku. Jako následy mohou být vedeny například vlaky při operativních odklonech. Jako následy mohou být vezeny též druhé nebo třetí díly vlaků, když zátěž vlaku je větší než maximální povolená hmotnost pravidelného vlaku a zbytek zátěže je tak odvezen s dalším hnacím vozidlem za pravidelným vlakem jako jeho násled se stejným číslem i jízdním řádem, pouze se zpožděním, případně posilové vlaky pro přepravu cestujících, ale i například lokomotivy při manipulačním přesunu atd. Pokud však je možné pro vlak použít číslo a jízdní řád vlaku podle potřeby nebo vlaku, který v daný den nejede, použijí se přímo, tj. takový mimořádný vlak není veden jako násled. Násled nemusí být vlak stejného typu, určení ani kategorie jako jeho kmenový vlak, například služební vlak může být následem osobního vlaku nebo vlak pro přepravu cestujících může být následem nákladního vlaku. 
Termín „násled“ nelze ztotožňovat z termínem „následný vlak“, který je obecně používán pro označení vlaku, který je v daném směru a úseku nejbližší následující po určitém vlaku. Naprostá většina vlaků je následným vlakem po předchozím vlaku, aniž by byly „následem“. Ačkoliv termín „násled“, jak je zřejmé i z jeho etymologie, původně označoval, že jde o vlak jedoucí za svým kmenovým vlakem, teoreticky může násled na tratích české Správy železnic jet i časově před svým kmenovým vlakem.[zdroj?]

## Následy na tratích české Správy železnic
Následy se na tratích Správy železnic smějí zavádět jen v případech, kdy není k dispozici vhodná trasa nebo kdy není možno vypracovat jízdní řád zvláštního vlaku. Použije se vždy časově nejvýhodnější trasy odpovídajícího druhu vlaku z jízdního řádu, přičemž každý vlak smí mít nejvíce tři následy.
Na tratích Správy železnic se následy podle předpisu SŽDC (ČD) D4 ohlašovaly tak, že se před číslem kmenového vlaku uvedlo pořadové číslo následu a pak slovo „násled“, například ”první násled vlaku 86620”, ”druhý násled vlaku 86620” atd. Při zapisování do dopravní dokumentace se podle předpisu SŽDC (ČD) D2 u následu zapsala před nebo nad číslo vlaku zkratka nsl. Každý násled se označil pořadovým číslem (počínaje číslem 1) a zkratkou nsl (např. Pn 1.nsl 65220, EC 2.nsl 7, Os 3.nsl 9312).
Při použití výpočetní techniky bylo již podle předpisu SŽDC (ČD) D4 možné následy označovat šestimístným číslem, kdy první číslice znamenala pořadové číslo následu a dalších pět číslic bylo číslo vlaku (číslo vlaku s nižším počtem číslic se odleva doplní nulami - např.Pn 165220, EC 200007, Os 309312). Tento způsob označování se pak podle nového předpisu Správy železnic D1, účinného od 1. května 2015, stal způsobem oficiálním.
O přechodové noci, kdy se mění jízdní řád, je nařízeno omezit zavádění vlaků, neuvedených v rozkazech o přechodu do nového jízdního řádu, zvláště následů. Je-li jejich zavedení bezpodmínečně nutné, určí se jejich přechod již při zavedení (u plánovaných přeprav již při instradaci) podle následujících všeobecně platných zásad.

## Následy na tratích pražského metra
Označení mimořádného osobního vlaku v pražském metru se skládá ze slova násled (zkratka „nsl“) a čísla vlaku, za kterým jede. Mimořádný osobní vlak, který jede za posledním pravidelným osobním vlakem nebo před kontrolním vlakem po ukončení přepravní výluky, se označuje pouze číslem oběhu.

## Následy v tramvajovém provozu
S provozem následů zpravidla počítají i předpisy pro provoz na jednokolejných úsecích tramvajových tratí a jejich zabezpečení. Například na tramvajové trati z Poruby do Budišovic je na návěstidlech zaveden speciální signál s názvem „Následy zakázány“, který má podobu nepřerušovaně svítícího jednoho žlutého světla a pod ním jednoho zeleného světla. Tato návěst povoluje vjezd do traťového úseku, který může být obsazen předchozí tramvají jedoucí ve směru z Vřesinské do Vřesiny, s tím, že následné jízdy do tohoto úseku nejsou povoleny až do návratu tramvaje (uvolnění úseku), která na návěst „Následy zakázány“ do úseku vjela. Tedy první tramvaj vjíždí do úseku na signál „Volno“, druhá tramvaj (následná) smí do úseku vjet bezpečnou rychlostí na signál „Výstraha“ (nepřerušovaně svítící jedno žluté světlo, jde o návěst povolující vjezd následné tramvaje do příslušného traťového úseku, který je již obsazen předchozí tramvají jedoucí stejným směrem), avšak pokud nějaká tramvaj vjede do úseku na signál „Následy zakázány“, znamená to, že za ní již nesmí jet další tramvaj. Vlak, který předchází následu (tj. za kterým jede násled) má být označen návěstí „Násled“, kterou tvoří ležatý obdélník rozdělený úhlopříčkami na čtvrtiny, kde boční čtvrtiny jsou červené a horní a dolní čtvrtina bílé. Pro dvounápravové vozy za dne má návěst shodného významu ve dne podobu kruhu čtvrceného a vybarveného obdobným způsobem, v noci je kruh půlený vodorovnou čarou, přičemž horní polovina je oranžová a dolní bílá.
Zabezpečení jednokolejných tramvajových tratí v síti Liberce a Jablonce nad Nisou rozlišuje signál „Stůj, vlak v protisměru“ (svítí červené a bílé světlo) od prostého signálu „Stůj“ (svítí pouze červené světlo). Na signál „Stůj“ smí do úseku vjet násled na příkaz dispečinku. Je-li  třeba,  aby  v  jednokolejném  úseku  jelo  za  sebou  více  než  jeden  tramvajový  vlak,  tak první (případně  i  další  mimo  posledního)  má  za  čelním  oknem  speciální  návěst  „násled“  (kruh  rozdělený  na  čtvrtiny,  jehož  protější  segmenty  jsou  vybarveny  bílou  nebo  červenou barvou).  Tohoto  způsobu  je  nejčastěji  využíváno  při  mimořádnostech  v  provozu  a  všichni  ostatní řidiči  jsou  dispečerem  pomocí  vysílačky  vyrozuměni  o  mimořádném  křižování s následným vlakem.

## Jiné druhy dopravy
Obdobou následů na sedačkových, kabinkových, kabinových i pozemních lanových drahách je systém provozu, kdy lanová dráha není v provozu nepřetržitě, ale má stanoveny jízdním řádem pevné časy odjezdů z konečných stanic, přičemž v daný čas odjíždí z obou konečných stanic první vozidlo a vozidla (sedačky lanovky jsou také drážními vozidly) obíhají nebo pendlují tak dlouho, dokud nejsou přepraveni všichni cestující, kteří v čase pravidelného odjezdu byli v konečných stanicích připraveni. Podobný systém může být zaveden i v jiných druzích kyvadlové dopravy, například na přívozech. 